# Gernot Heger
Gernot Wolfgang Heger (* 30. Juli 1943 in Mährisch-Trübau) ist ein deutscher Mineraloge und Kristallograph. Er war Professor für Kristallographie an der RWTH Aachen und Direktor des Instituts für Kristallographie.

## Leben
Heger studierte von 1963 bis 1969 an der Universität Tübingen und erhielt anschließend eine Anstellung am Forschungsreaktor des Kernforschungszentrums Karlsruhe. 1972 promovierte er an der Universität Tübingen mit der Dissertation Untersuchungen an zweidimensionalen Antiferromagneten.
Von 1972 bis 1973 war er wissenschaftlicher Mitarbeiter am Institut für Kristallographie der Universität Tübingen, danach bis 1974 an der Universität Marburg bei Erwin Hellner und schließlich bis 1987 erneut im Kernforschungszentrum Karlsruhe mit langfristigen Auslandsaufenthalten am Laboratoire Léon-Brillouin im Centre d’Etude Nucléaire Saclay. Zwischenzeitlich habilitierte sich Heger im Jahr 1978 an der Universität Marburg mit der Schrift: Über die strukturellen Phasenübergänge von perowskitähnlichen Schichtenstrukturen vom Typ (CnH2n+1NH3)2MeCl4.
1987 wurde Heger als Professor für Physik und Kristallographie an die Universität Paris-Süd berufen und zum Gruppenleiter für Neutronen-Einkristalldiffraktion am Laboratoire Léon-Brillouin ernannt. Schließlich wechselte er 1993 an die RWTH Aachen, wo er als ordentlicher Professor für Kristallographie übernommen und zum Direktor des Instituts für Kristallographie ernannt wurde. 2009 wurde Heger emeritiert.
Heger befasste sich an der RWTH Aachen und den Außenstellen des Instituts in Saclay, Jülich und München mit Kristallstrukturuntersuchungen mit Röntgen- und Synchrotronstrahlen und insbesondere mit Neutronen.
2011 erhielt er die Carl-Hermann-Medaille. Heger ist Mitglied im Komitee Forschung mit Neutronen und war von 2000 bis 2003 Vorsitzender der Deutschen Gesellschaft für Kristallographie.